# Холестерические жидкие кристаллы

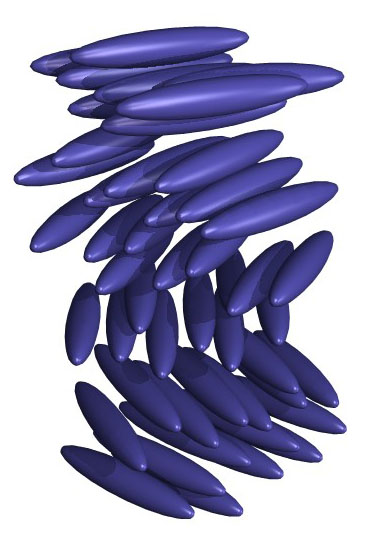
Холестерический жидкий кристалл

Холестерические жидкие кристаллы (ХЖК), холестерики — жидкие кристаллы со спиральными молекулами, в них отсутствует центральная симметрия, они имеют свойство хиральности.
Холестерическая фаза существует только у веществ, молекулы которых не обладают зеркальной симметрией. Поэтому холестерик при нагревании или охлаждении не может стать ни нематиком, ни смектиком.

## Физические свойства холестериков

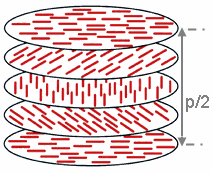
Поворот директора на 180° в холестерической фазе, соответствующее расстояние — это полупериод, p/2

Локально, на расстоянии порядка нескольких молекулярных длин, холестерический жидкий кристалл имеет такую же структуру, как нематики. Молекулы преимущественно ориентированы вдоль директора, пространственная периодичность в их центрах тяжести отсутствует. Однако директор не имеет постоянного направления в пространстве: существует направление, называемое холестерической осью, при движении вдоль которой направление директора периодически меняется. Возникающая структура является спиральной (она показана на рисунке).
Если считать, что ось холестерической спирали совпадает с осью {\displaystyle Z} декартовой системы координат, то директор будет иметь компоненты:
{\displaystyle n_{x}=\cos(q_{0}z+j_{0})},
{\displaystyle n_{y}=\sin(q_{0}z+j_{0})},
{\displaystyle n_{z}=0},
где угол {\displaystyle j_{0}} характеризует ориентацию в плоскости {\displaystyle Z=0}. Из этой формулы видно, что директор вращается вдоль оси {\displaystyle Z} с периодом {\displaystyle P=2\pi /q_{0}}, но, поскольку состояния с {\displaystyle {\vec {n}}} и {\displaystyle -{\vec {n}}} неразличимы, истинный период повторяемости структуры холестерика равен {\displaystyle \pi /q_{0}}. Эта величина обычно лежит в интервале от долей микрона до нескольких микрон.

## Голубые фазы
Если шаг холестерической спирали велик — порядка нескольких микрон, — то при нагревании ХЖК превращается в изотропную жидкость. Если же шаг холестерической спирали мал — порядка долей микрона, — то изотропная жидкость не может при охлаждении сразу стать холестериком. В узком интервале температур, от долей градуса до нескольких градусов, система проходит через ряд промежуточных фаз и только затем становится холестериком. Эти промежуточные фазы носят название голубых фаз, поскольку при освещении белым светом холестерики в этих фазах сбоку выглядят ярко-голубыми.
Физическая природа и структура голубых фаз до конца не выяснены. В настоящее время это один из интересных объектов исследования в физике жидких кристаллов.